# Hemiceras brunnea
Hemiceras brunnea är en fjärilsart som beskrevs av William Schaus 1901. Hemiceras brunnea ingår i släktet Hemiceras och familjen tandspinnare. Inga underarter finns listade i Catalogue of Life.